# Subway 400
Das Subway 400 war bis 2004 das zweite Rennen der Saison im NASCAR Nextel Cup, ausgetragen eine Woche nach dem Daytona 500. Es fand North Carolina Speedway in Rockingham, North Carolina statt. 
Im Jahre 1966 wurde es erstmals ausgetragen. Bis 1985 war es ein 500 Meilen langes Rennen und trug den Namen „Carolina 500“, hatte also keinen Hauptsponsor. Von 1986 bis 1995 hieß es „Goodwrench Service 400“. Danach wurde es auf 400 Meilen gekürzt. Im Jahre 2002 wurde dann das Schnellrestaurant Subway Sponsor des Rennens.
Bis zur Saison 2004 wurden auf dem North Carolina Speedway zwei Rennen ausgetragen. Nach der Saison 2003 wurde das Herbstrennen, das Pop Secret Microwave Popcorn 400, auf den California Speedway transferiert, um am Labor Day ausgetragen zu werden. Dadurch wurde das Southern 500 auf dem Darlington Raceway in den November verschoben, bevor es ab 2005 komplett aus dem Rennkalender gestrichen wurde.
Das Subway 400 des Jahres 2004 hatte einen der engsten Zieleinläufe der NASCAR-Geschichte. Rookie Kasey Kahne gewann damals im zweiten Rennen seiner Karriere mit 0,010 Sekunden Vorsprung vor Matt Kenseth.

## Sieger

### Subway 400
- 2004:  Matt Kenseth
- 2003:  Dale Jarrett
- 2002:  Matt Kenseth

### KMart/Dura Lube 400
- 2001:  Steve Park
- 2000:  Bobby Labonte
- 1999:  Mark Martin
- 1998:  Jeff Gordon

### Goodwrench Service 400
- 1997:  Jeff Gordon
- 1996:  Dale Earnhardt

### Goodwrench 500
- 1995:  Jeff Gordon
- 1994:  Rusty Wallace
- 1993:  Rusty Wallace
- 1992:  Bill Elliott
- 1991:  Kyle Petty
- 1990:  Kyle Petty
- 1989:  Rusty Wallace
- 1988:  Neil Bonnett
- 1987:  Dale Earnhardt
- 1986:  Terry Labonte

### Carolina 500
- 1985:  Neil Bonnett
- 1984:  Bobby Allison
- 1983:  Richard Petty
- 1982:  Cale Yarborough
- 1981:  Darrell Waltrip
- 1980:  Cale Yarborough
- 1979:  Bobby Allison
- 1978:  David Pearson
- 1977:  Richard Petty
- 1976:  Richard Petty
- 1975:  Cale Yarborough
- 1974:  Richard Petty
- 1973:  David Pearson
- 1972:  Bobby Isaac
- 1971:  Richard Petty
- 1970:  Richard Petty
- 1969:  David Pearson
- 1968:  Donnie Allison
- 1967:  Richard Petty
- 1966:  Paul Goldsmith